# عقل وعاطفة
العقل والعاطفة هي رواية بقلم جاين أوستن. نشرت في عام 1811 وهي أول رواية تنشرها أوستن. وقد كتبتها تحت اسم مستعار: «سيدة».
تدور أحداث القصة حول إلينور وماريان ابنتي السيد داشوود من زوجته الثانية. ولديهن شقيقة صغرى تدعى مارغريت، وأخ أكبر منهن غير شقيق اسمه جون. عندما توفى الأب، انتقلت أملاك العائلة إلى جون. وبقيت نساء عائلة داشوود في حالة سيئة. وتروي القصة حياة بنات داشوود في بيتهن الجديد في كوخ بعيد. حيث يواجهن الرومانسية والحسرة. وتنتهى المفارقة الموجودة بين شخصية كل أخت وأخرى في النهاية، حيث يجدن الحب والسعادة الدائمتين. ومن خلال أحداث الرواية، تحقق إلينور وماريان التوازن بين العقل (أو المنطق) والعاطفة في الحياة والحب.
استخدمت القصة في السينما والتلفزيون عدة مرات مثل: المسلسل التلفزيوني لعام 1981 من إخراج رودني بينيت؛ وفيلم في عام 1995، كتبته للسينيما إيما تومسن وأخرجه أنج لي؛ ونسخة باللغة التاميلية تحت عنوان كاندوكونداين كاندوكونداين [الإنجليزية] في عام 2000؛ ومسلسل تلفزيوني لقناة بي بي سي، كتبه أندرو ديفيس وأخرجه جون ألكسندر.

## ملخص القصة
عندما توفى السيد داشوود، انتقلت أملاكه (حديقة نورلاند) مباشرة إلى جون، ابنه الوحيد من زوجته الأولى. بينما لم تحصل زوجته الثانية وبناتها إلينور وماريان ومارغريت إلا على دخل بسيط فقط.
طلب السيد داشوود من جون في لحظاته الأخيرة أن يعده برعاية أخواته. ولكن زوجة جون الأنانية الجشعة، فاني، أقنعت زوجها ضعيف الإرادة أنه ليس لديه التزام مالي على أخواته، ومن ثم لا يجب أن يعطيهم شيئا. وانتقل جون وفاني سريعا إلى نورلاند بارك بعد وفاة السيد داشوود. وتصرفا على أنهما الملاك الجدد للحديقة. وأصبحوا نساء داشوود يعاملن كضيوف غير مرغوب فيهن بعدما كن صاحبات البيت. وبدأن في البحث عن مكان آخر للعيش—وهي مهمة صعبة بسبب دخلهن الصغير.
وجاء شقيق فاني، إدوارد فيرارس، في زيارة إلى نورلاند. وهو شاب لطيف، ومتواضع، وذكي، ولكنه متحفظ. وقد إنجذب إلى إلينور بوضوح، وفرحت السيدة داشوود لذلك كثيرا آملة أن يتزوج إدوارد من ابنتها. ولكن فاني أوضحت أن والدتها، السيدة فرارس الأرملة الغنية، تريد أن يكون ابنها سمعة جيدة في عمله، وأن يتزوج امرأة من عائلة كبيرة. غضبت السيدة داشوود جدا وقررت الانتقال إلى بيت آخر في أسرع وقت ممكن. وعلى الرغم من انجذاب إدوارد لإلينور، لم تتمكن إلينور من التعرف على نواياه بسبب سلوكه المتحفظ. ولم تشجع إلينور أقاربها على الأمل في الزواج من إدوارد، وإن كانت تتمناه في قلبها.
قدم السير جون ميدلتون، أحد أقارب السيدة داشوود الأثرياء، لها كوخا في مملكته ديفونشاير. ووافقت السيدة داشوود على الانتقال إلى هناك. وجدت الأم وبناتها المكان صغير ومظلم جدا مقارنة بنورلاند، ولكنهن حاولن التأقلم عليه وتحويله إلى أفضل حالاته. استقبلهن السير جون استقبالا حارا، وأصر أن يتناولن العشاء معه هو وزوجته في المنزل الكبير في بارتون بارك. كما حثهن على الانضمام إلى حياة عائلته الاجتماعية. تقيم حماة السير جون، السيدة جينينغز، معه هو وزوجته المتحفظة. وهي أرملة غنية وسوقية، ولكنها طيبة وخفيفة الظل. وقد عينت نفسها مسؤولة عن العثور على أزواج لبنات داشوود.
التقت بنات داشوود بصديق السير جون القديم العقيد براندون. وهو شخص وقور وهادئ ونبيل. وسرعان ما انجذب براندون إلى ماريان. ولكن ماريان لم يسرها ذلك لأنها تعتبر العقيد براندون، الذي يبلغ من العمر 35 عاما، رجل كبير في السن غير قادر على الوقوع في الحب أو تحريك مشاعر أي شخص آخر.

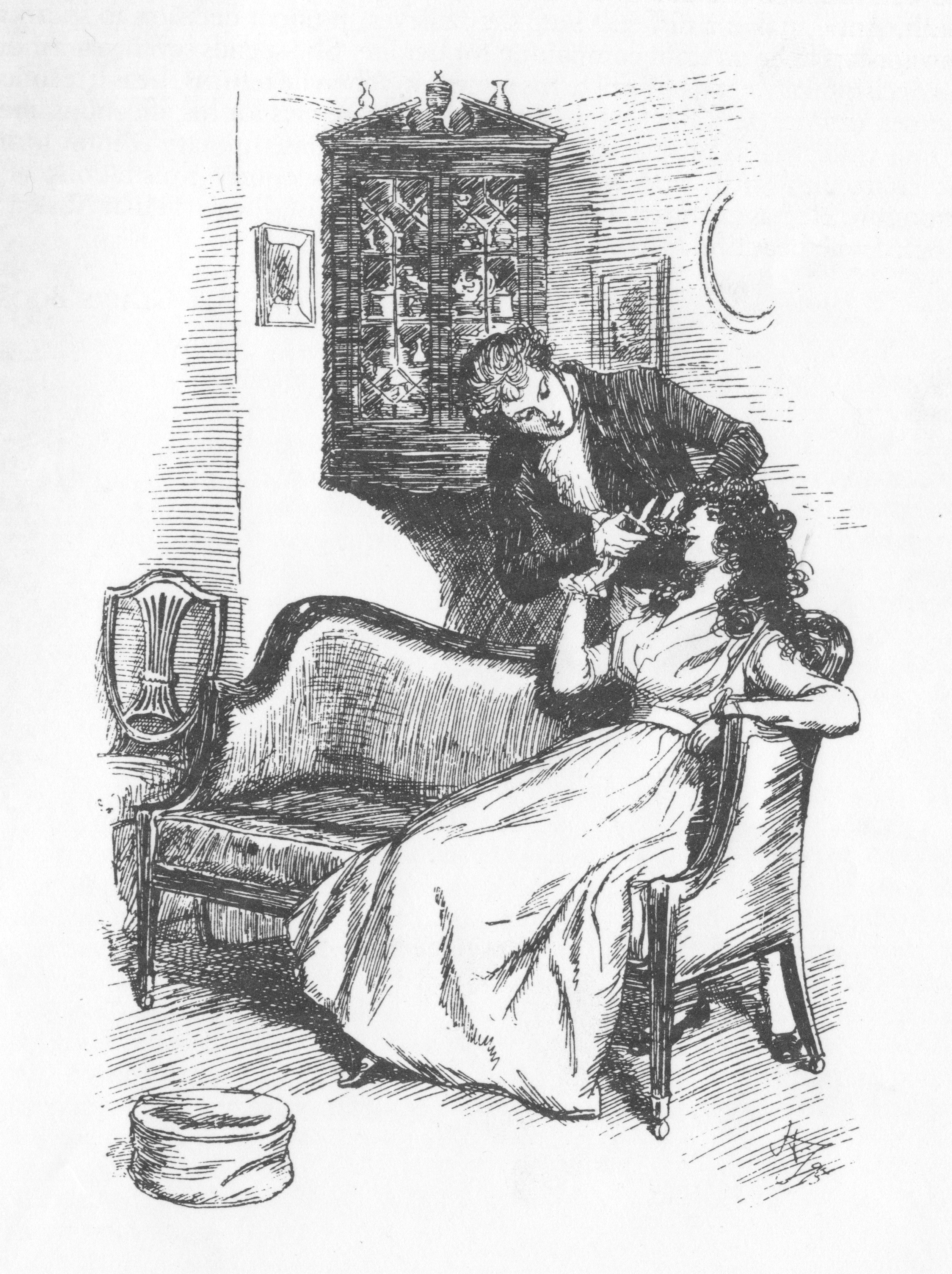
صورة في القرن التاسع عشر تبين اللقطة التي قص فيها ويلوغبي خصلة من شعر ماريان.

وفي إحدى الأيام، وقعت ماريان في المطر أثناء التنزه، والتوى كاحلها. وبالصدفة، كان جون ويلوغبي، الذي يزور عمته الثرية السيدة سميث، مارا في المنطقة ببندقيته وكلابه ليرى الحادث. وقد حمل ماريان إلى المنزل. وسرعان ما فاز بإعجابها بسبب شخصيته ورومانسيته وآرائه عن الشعر والموسيقى والفن. حيث يظهر ويلوغبي بشخصية مناقضة لشخصية براندون الهادئة المتحفظة. وبدأ جون يزور ماريان كل يوم. وبدأ الشك يتسرسب إلى إلينور ووالدتها في أن هناك علاقة سرية بينهما. قلقت إلينور من سلوك ماريان غير المتحفظ أمام ويلوغبي، وحذرتها من ذلك. ولكن ماريان لم تصغ لأختها. ذهبت ماريان مع ويلوغبي في نزهة لرؤية المنزل والتركة التي يفترض أن يرثها ويلوغبي. وانزعجت إلينور جدا من خروج ماريان وحدها لزيارة منزل شخص لا تعرفه. غضبت ماريان من تدخل إلينور في حياتها؛ واعتقدت إلينور (كما فعلت ماريان) أن ويلوغبي أراد أن يرى ماريان البيت الذي ستعيش فيه بعد زواجهما. وفي اليوم التالي، وجدت إلينور ووالدتها أن ماريان مصابة بنوبة بكاء بعد زيارة ويلوغبي لها في الصباح. حيث أبلغها أن عمته أرسلته إلى لندن في رحلة عمل، وأنه لن يعود إلى المنطقة إلا بعد سنة. ثم ترك دعوة للبقاء مع عائلة داشوود وغادر سريعا. أصيبت ماريان بالذهول، وقررت أن تتغلب على حزنها عن طريق سماع الموسيقى التي أحضرها لها ويلوغبي، أو قراءة الكتب التي استمتعا بها معا.
زار إدوارد فيراس عائلة داشوورد زيارة قصيرة في كوخ بارتون، ولكنه كان مستاء وحزينا. وخافت إلينور أن يكون لم يعد يحبها. وعلى عكس ماريان، لا تسمح إلينور لأحد أن يراها غارقة في أحزانها. حيث تعتقد أنه من واجبها أن تظهر هادئة من أجل أمها وأخواتها، اللاتى يؤمن بحب إدوارد الراسخ لإلينور.
جاءت آن ولوسي ستيل للبقاء في بارتون بارك. وهما أقارب السيدة ميديلتون، كما أنهما سوقيتان وغير متعلمتان. وأخبر السير جون لوسي أن إلينور مرتبطة بإدوارد على سبيل المزاح. مما دفع لوسي لإبلاغ إلينور بأنها مرتبطة سرا بإدوارد لمدة أربع سنوات. على الرغم من أن إلينور قد لامت إدوارد على الارتباط بها وهو مرتبط بأخرى، أدركت أنه ارتبط بلوسي عندما كان صغيرا وساذجا. وربما قد ارتكب خطأ معها. وتمنت أن يكون إدوارد لا يحب لوسي، ولكنه لا يجب أن يجرحها ويتركها. وأخفت إلينور حزنها، وحاولت إقناع لوسي أنها لا تحب إدوارد. كان ذلك صعبا، خاصة أن لوسي غير صادقة في حبها لإدوارد، وأنها ستجعله تعيسا. وأخبرت لوسي إلينور أن السيدة فرارس لن توافق على هذا الزواج. ولذلك فقد قررا الانتظار حتى تتوفى قبل زواجهما، أو يتمكن إدوارد من الاعتماد على نفسه ماليا.
قضت إلينور وماريان فصل الشتاء في بيت السيدة جينينغز في لندن. وكتبت ماريان عدة رسائل إلى ويلوغبي، مما أكد لإلينور أن ماريان وويلوغبي على علاقة ببعضهما البعض فعلا. ومع ذلك، لم يصل ماريان أي رد على رسائلها، كما تجاهلها ببرود عندما رآها في إحدى الحفلات. وفي وقت لاحق، كتب لماريان رسالة، وأرسل مع الرسالة خطاباتهم السابقة ورموز الحب، بما في ذلك خصلة من شعرها. وأخبرها أنه على علاقة الآن بالآنسة غراي، التي تنتمى لعائلة غنية جدا تمتلك 50,000 جنيه استرليني (وهو ما يعادل حوالي 1.7 مليون جنيه استرليني اليوم). انهارت ماريان واعترفت لإلينور أنها لم ترتبط أبدا بويلينغبي. ولكنها أحبته كثيرا واعتقدت أنه يحبها.
وفي الوقت نفسه، بدأت تظهر حقيقة ويلوغبي؛ حيث روى العقيد براندون لإلينور أن ويلوغبي قد أغرى فتاة صغيرة عمرها خمسة عشر عاما تدعى إليزا ويليامز، وتخلى عنها عندما حملت. حيث كان براندون يحب والدة إليزا، التي تشبه ماريان. حيث دمرت حياتها بسبب قصة زواج فاشلة بشقيق الكولونيل.
رفضت فاني داشوود، التي كانت في لندن أيضا، عرض زوجها لدعوة عائلة داشوود للبقاء معهم. ودعت بنات ستيل بدلا منهن. وأصبحت لوسي ستيل متعجرفة جدا. كما تتفاخر أمام إلينور بأن والدة فاني تفضلها عنها. ومن الواضح أن فاني والسيدة فرارس مولعتان بلوسي—لدرجة أن الآنسة آن ستيل قررت إبلاغهما بأن لوسي مرتبطة سرا بإدوارد. غضبت السيدة فرارس كثيرا عندما اكتشفت تلك العلاقة بين إدوارد ولوسي، بينما طردت فاني الفتاتان إلى الشارع. وطلبت السيدة فرارس من إدوارد إنهاء تلك العلاقة حتى لا تحرمه من الميراث. ولكن إدوارد رفض ذلك، لأنه يعتقد أن إنهاء العلاقة بلوسي تصرف غير نبيل. وبالتالى، حرم من الميراث لصالح شقيقه روبرت. شعرت إلينور وماريان بالأسف تجاه إدوارد. وأعجبت بنبله لأنه رفض أن يترك لوسي مع أنه لا يحبها.
قرر إدوارد أن يعمل ككاهن الأبرشية ليكسب رزقه. وطلب العقيد براندون من إلينور أن تعرض على إدوارد العمل في ديلفورد مقابل 200 جنيه كل عام. وقرر براندون مساعدته لأنه يعرف كيف يمكن أن تكون الحياة بدون الحب. لم يكن هدف العقيد براندون أن ييسر لإدوارد الزواج بلوسي لأنه لن يستطيع إعطائه ما يكفي للإنفاق على البيت. ولكنه كان يهدف إلى تقديم بعض المساعدة لإدوارد حتى يعثر على فرصة أفضل. التقت إلينور بشقيق إدوارد المغرور، روبرت. وصدمت عندما علمت أنه لا ينوى إعادة حق شقيقه في الميراث.
انتهت إقامة الأخوات في لندن، وبدأن رحلة العودة إلى بارتون عبر كليفلاند. وهي بلد زوج ابنة السيدة جينينجز، السيد بالمر. أهملت ماريان في صحتها هناك حزنا على ما فعله ويلوغبي، ومرضت مرضا شديدا. وعندما علم ويلوغبي بمرضها الخطير، عاد فجأة واعترف لإلينور أنه يحب ماريان بالفعل. ولكنه قرر الزواج بالآنسة جري عندما اكتشف إغوائه للآنسة وليامز.
أخبرت إلينور ماريان بزيارة ويلوغبي. وقالت لها ماريان أنها على الرغم من حبها لويلوغبي، فهي لن تكون سعيدة إذا عاشت مع رجل فاجر وأب لطفل غير شرعي، حتى إذا وقف بجانبها. وأدركت ماريان أيضا أن مرضها نتيجة الانغماس في حزنها، وعاطفتها المفرطة. وإذا ظل الحال هكذا لماتت، وهو ما يعادل الانتحار. وتمكنت من الانتصار على حزنها بعدما تحدثت معها إلينور بشجاعة وعقل.
ثم عرفت العائلة أن لوسي قد تزوجت من السيد فرارس. عندما رأت السيدة داشوود كيف تأثرت إلينور من هذا الخبر، أدركت قوة مشاعر إلينور تجاه إدوارد. وشعرت بالأسف لأنها لم تول اهتماما أكبر لتعاسة ابنتها. ويأتي إدوارد في اليوم التالي ليكشف أن شقيقه روبرت فرارس هو الذي تزوج لوسي. حيث قال لهن أنه كان محاصرا بارتباطه بلوسي، «المرأة التي لم يحبها أبدا». كما أنها أنهت علاقتها به لتتزوج روبرت الثري. طلب إدوارد من إلينور أن تتزوجه، ووافقت. وفي النهاية، تصالح إدوارد مع والدته، وأعطته عشرة آلاف جنيه. كما تصالح أيضا مع أخته فاني. وتزوج إدوارد من إلينور وانتقلا إلى ديلفورد.
منح الواصي على السيد ويلوغبي ميراثه في النهاية لأنه اتخذ القرار السليم في زواجه. وأدرك ويلوغبي أن زواجه من ماريان كان سيؤدي إلى النتيجة نفسها؛ فإذا كان تصرف بشرف، لنال الحب والمال معا.
ويعد مرور عامين، قضت السيدة داشوود وماريان ومارغريت معظم وقتهن في ديلفورد. نضجت ماريان وأصبح عمرها تسعة عشر عاما. وقررت أن تتزوج من العقيد الذي يبلغ من العمر 37 عاما. على الرغم من أنها تزوجت من شخص يكبرها بعشرين عام، تحولت مشاعر العرفان والاحترام نحوه إلى حب عميق جدا. ويقع بيت العقيد بالقرب من البيت الذي تعيش فيه إلينور وإدوارد. ومن ثم يمكن للأختان وزوجيهما تبادل الزيارات بسهولة.

## الشخصيات
- هنري داشوود—رجل شهم وثري يتوفى في بداية القصة. منعته شروط ممتلكاته من أن يترك أي شيء لزوجته الثانية وأطفالها. وطلب من جون ابنه من زوجته الأولى أن يرعى زوجته الثانية وبناتها الثلاثة.
- السيدة داشوود—الزوجة الثانية لهنري داشوود، الذي تركها زوجها في ضائقة مالية بعد وفاته. وتبلغ من العمر 40 سنة في بداية الرواية. وهي شخصية عاطفية جدا مثل ابنتها ماريان. وغالبا ما تأخذ قرارات خاطئة اعتمادا على مشاعرها وليس عقلها.
- إلينور داشوود—الابنة الكبرى المتحفظة العاقلة. وهي تبلغ من العمر 19 عام في بداية الرواية. ولقد إنجذبت إلى إدوارد فرارس، أخو زوجة أخيها الأكبر، جون. ودائما ما تشعر بمسؤوليتها تجاه عائلتها وأصدقائها. لذلك تفضل مصالحهم على مصالحها الشخصية، وقمعت مشاعرها القوية بطريقة تبدو كأنها لا تبالي بما يحدث حولها.
- ماريان داشوود—الابنة الثانية، وهي شخصية عاطفية ومعبرة. تبلغ من العمر 16 عام في بداية القصة. وهي محل اهتمام العقيد براندون والسيد ويلوغبي. تنجذب إلى ويلوغبي، الشاب الوسيم الرومانسي المفعم بالحيوية. ولا تفكر في العقيد براندون الناضج، الأكثر تحفظا. وتتعرض ماريان لأكبر قدر من التطور داخل الرواية، لتدرك أن مشاعرها كانت تتسم بالأنانية. ثم تقرر أن تتبع سلوك شقيقتها الكبرى إلينور.
- مارغريت داشوود—الابنة الصغرى. وعمرها ثلاثة عشر عاما في بداية الرواية. إنها رومانسية وعصبية، ولكن ليس من المتوقع أن تكون ذكية مثل أختيها عندما تكبر.
- جون داشوود—ابن هنري داشوود من زوجته الأولى. كان ينوي أن يرعى أخواته من والده، ولكنه طمع واستطاعت زوجته أن تؤثر عليه.
- فاني داشوود—زوجة جون داشوود، وشقيقة إدوارد وروبرت فرارس. وهي شخصية مغرورة وأنانية أتلفت ابنها هاري. كما كانت قاسية جدا على أخوات زوجها وزوجة أبيه، خاصة عندما شعرت بانجذاب شقيقها إدوارد لإلينور.
- السير جون ميدلتون—أحد أقارب السيدة داشوود الذي سيدعوها هي وبناتها الثلاثة للعيش في كوخ بمملكته. وذلك بعد وفاة هنري داشوود. وهو شخص ثري ورياضي. كما أنه خدم في الجيش مع العقيد براندون، فهو اجتماعي جدا وحريص على إقامة العديد من الحفلات، والرحلات، وغيرها من التجمعات الاجتماعية. كما يقوم هو ووالدتة زوجته، السيدة جننغز، بالثرثرة والحديث عن الناس.
- السيدة ميدلتون—زوجة السيد ميدلتون. شخصية متميزة ومتحفظة، وهي أكثر هدوء من زوجها. كما تهتم برعاية أطفالها الأربعة المدللين.
- السيدة جينينغز—أم السيدة ميدلتون وشارلوت بالمر. وهي أرملة تزوج جميع أبنائها، وتقضي معظم وقتها في زيارة بناتها وعائلاتهن، خاصة في ميديلتون. كما تهتم هي وزوج ابنها السير جون ميدلتون، بعلاقات الشباب الرومانسية. كما كانت تسعى إلى تشجيع العلاقات المناسبة، خاصة علاقات إلينور وماريان.
- إدوارد فرارس—الأخ الأكبر لفاني. لقد ارتبط بإلينور داشوود. وقبل لقاء عائلة داشوود بسنوات عديدة، تقدم فرارس لخطبة لوسي ستيل، ابنة أخ معلمه. وظلت الخطبة سرية لأنه توقع أن عائلته ستعترض على هذا الزواج. وتبرأت منه والدته عندما اكتشفت تلك العلاقة، حيث أنه رفض التخلي عن لوسي.
- روبرت فرارس—الشقيق الأصغر لإدوارد فرارس وفاني داشوود. وهو مهتم جدا بوضعه الاجتماعي، والأزياء، وعربته الجديدة. ولقد تزوج في وقت لاحق من لوسي ستيل.
- السيدة فرارس—والدة فاني داشوود، وإدوارد وروبرت فرارس. هي مرأة عصبية وقاسية، تجسد جميع نقاط ضعف فاني وروبرت. وكانت تتمنى أن يتزوج أبنائها من عائلات ثرية.
- العقيد براندون—صديق مقرب من السير جون ميدلتون. في شبابه، أحب براندون حارسة والده. ولكن عائلته منعته من الزواج منها لأن والده كان يريد أن يزوجها لأخيه الأكبر. ثم أرسل إلى الجيش في الخارج ليكون بعيدا عنها. وبعد ذهابه، عانت الفتاة من العديد من المصائب نتيجة زواجها التعيس. ثم أفلست وماتت أما لابنة غير شرعية أصبحت حارسة الكولونيل فيما بعد. وكان عمره 35 سنة في بداية القصة. ثم أحب ماريان لأول وهلة لأنها ذكرته بحبه القديم. وكان صديق نبيل لعائلة داشوود، ولا سيما إلينور. كما قدم لإدوارد فرارس وظيفة بعد أن تبرأت منه والدته.
- جون ويلوغبي—جار عائلة ميدلتون. يمتلك شخصية ساحرة ستجذب ماريان، وتشاركها مشاعرها الثقافية والفنية. وكان يعتقد البعض أنه سيتزوج ماريان.
- شارلوت بالمر—ابنة السيدة جننغز، وشقيقة السيدة ميدلتون الصغرى. إنها شخصية مرحة، ولكنها تافهة حيث تضحك على أشياء غريبة، مثل وقاحة زوجها المستمرة تجاهها وتجاه الآخرين.
- توماس بالمر—زوج شارلوت بالمر. وهو يحاول الحصول على مقعد في البرلمان، ولكنه كسول ووقح.
- لوسي ستيل—أحد أقارب السيدة جينينغز. وكانت مخطوبة سرا لإدوارد فرارس. وحاولت أن تحظى بصداقة إلينور داشوود ووالدتها. على الرغم من تعليمها المحدود وفقرها، فهي تتمتع بشخصية جذابة، وذكية، واستغلالية، وماكرة.
- آن/نانسي ستيل—شقيقة لوسي ستيل الكبرى. وهي أقل ذكاء من شقيقتها.
- الآنسة صوفيا غراي—شابة ثرية وخبيثة، سيتزوجها السيد ويلوغبي من أجل الحفاظ على حياته بعد أن حرمته عمته من الميراث.
- اللورد مورتون—والد الآنسة مورتون.
- الآنسة مورتون—امرأة ثرية كانت تريد السيدة فرارس أن تزوجها لإدوارد أو وروبرت.
- السيد برات—أحد أعمام لوسي ستيل، ومعلم إدوارد.
- إليزا ويليامز—حارسة العقيد براندون. تبلغ من العمر 15 عام، وأم لطفل غير شرعي من جون ويلوغبي. وهي ابنة إيزابيث وليامز.
- اليزابيث وليامز—حبيبة العقيد براندون السابقة. كانت حارسة والد براندون، وأجبرت على الزواج من شقيق براندون الأكبر. وكان زواجا تعيسا. وتبين أن ابنتها هي حارسة العقيد براندون.
- السيدة سميث—عمة السيد ويلوغبي الثرية التي تبرأت منه لأنه لم يتزوج إليزا ويليامز.

## التقييم النقدي
كتبت أوستن المسودة الأولى لرواية إلينور وماريان (التي أصبحت بعد ذلك العقل والعاطفة) في عام 1795، عندما كان عمرها حوالي 19 عام في شكل رسائل. وكانت رواية إلينور وماريان أول رواية طويلة لأوستن، على الرغم من أنها كتبت العديد من القصص القصيرة في سن المراهقة. وتدور أحداث القصة حول المفارقة بين عقل إلينور ومشاعر ماريان؛ تعتمد شخصية الشقيقتين على الكاتبة وشقيقتها الكبرى كاساندرا. حيث كانت كاساندرا الأخت العاقلة، بينما كانت أوستن عاطفية جدا.
ومن الواضح أن أوستن كانت تهدف إلى تبرير حكمة إلينور وضبطها لنفسها. ويمكن قراءة الرواية كمحاكاة ساخرة للرومانسية الكاملة والتعاطف الذي كان شائعا في عام 1790. وتعد طريقة تعامل أوستن مع الشقيقتين معقدة جدا ومتعددة الأوجه. وكتب راوي سيرة أوستن الذاتية كلير تومالين أن العقل والعاطفة تتبع «أسلوبا مذبذبا». وذلك لأن أوستن لم تعد تعرف من يجب أن ينتصر في نهاية القصة: العقل أم العاطفة. لقد وهبت ماريان بجميع الخصال الجذابة: الذكاء، والموهبة الموسيقية، والصراحة، والقدرة على الحب العميق. كما اعترفت بأن ويلوغبي ظل يحب ويقدر ماريان، على الرغم من كل أخطائه. ولهذه الأسباب، يجد بعض القراء أن زواج ماريان من العقيد براندون نهاية غير مرضية. ولكن النهاية قد خدمت موضوع القصة. حيث تزوجت الأخت العاقلة بحبها الحقيقي بعد قصة حب طويلة تعرضت لعقبات كثيرة، في حين أن شقيقتها العاطفية قد وجدت السعادة مع رجل لم تكن تحبه في البداية، ولكنه كان خيارا معقولا وزوجا مرضيا.
وتعرض الرواية سخرية أوستن الخفية في أفضل حالاتها، بالإضافة إلى العديد من المقاطع الكوميدية حول عائلة ميدلتون، وبالمر، والسيدة جننغز، ولوسي ستيل.

## النشر
في عام 1811، وافقت دار توماس إجيرتون التابعة لدار المكتبة العسكرية للنشر في لندن على نشر الرواية في ثلاثة أجزاء. ودفعت أوستن ثمن نشر الكتاب وتوزيعه. وبلغت تكلفة النشر أكثر من ثلث دخل أوستن السنوي وهو 460 جنيه استرليني (حوالي 15,282 جنيه في عام 2008) وحققت أرباح بقيمة 140 جنيه استرليني (4,754.40 جنيه استرليني في عام 2008) من الطبعة الأولى. حيث تم بيع 750 نسخة بحلول شهر يوليو 1813. ثم أعلن عن نشر طبعة ثانية في أكتوبر 1813.

## الطبعات
- العقل والعاطفة، دار وان وورلد كلاسيكس، 2008، ردمك 978-1-84749-046-9
- العقل والعاطفة، دار جامعة أوكسفورد للنشر، 2004، ردمك 978-0192833426
- العقل والعاطفة، بنغوين كلاسيكس، 2003، ردمك 978-0141439662
- العقل والعاطفة، مكتبة كوليكتورز، 2003، ردمك 978-1-904633-02-0
- العقل والعاطفة ووحوش البحر، دار كويرك للنشر، 2009، ردمك 978-1594744426

## وصلات خارجية
- عقل وعاطفة على موقع الموسوعة البريطانية (الإنجليزية)
- كتاب مجاني: Sense and Sensibility على مشروع غوتنبرغ
- العقل والعاطفة—النص الكامل مع وسائل سمعية وترجمة.
- العقل والعاطفة تنزيلات مجانية بصيغة الPDF، والPDB، والLIT.
- «العقل والعاطفة الموسيقية» بواسطة جيفري هادو ونيل هامبتون
- العقل والعاطفة: تحليل ومصادر للمعلمين والطلاب